# Jeongjong di Joseon
Jeongjong (정종?, 定宗?; Hamhŭng, 18 luglio 1357 – Seul, 15 ottobre 1419) è stato il secondo re di Joseon, sul quale regnò dal 1398 al 1400.

## Biografia
Nato nel 1357 come Yi Bang-gwa, era un ufficiale militare. Nei giorni del declino di Goryeo, seguì suo padre Yi Seong-gye su vari campi di battaglia e combatté al suo fianco. Quando Yi Seong-gye fondò Joseon e salì al trono come Taejo nel 1392, divenne principe.
Bang-gwa era il figlio maggiore di Taejo, nato dalla prima moglie, ma il re e il primo ministro Jeong Dojeon preferirono come successore al trono il figlio minore, nato dalla seconda moglie, causando molta delusione da parte degli altri principi. Nel 1398, il quinto figlio di Taejo, Yi Bang-won, guidò un colpo di stato insieme a molti ufficiali militari e uccise i figli della seconda moglie del padre, tra cui il principe ereditario, il primo ministro Jeong e molti della sua fazione. Yi Bang-won cercò di dimostrare che non era destinato a salire al trono, spingendo affinché fosse Bang-gwa a diventare principe ereditario. Taejo abdicò disgustato e Bang-gwa divenne re l'anno successivo, nel 1399, con il nome Jeongjong. Lo stesso anno trasferì la capitale a Gaegyeong, l'antica capitale di Goryeo.
Nel 1400 scoppiò un conflitto tra Yi Bang-won e suo fratello maggiore Yi Bang-gan, e il secondo finì per essere sconfitto ed esiliato insieme alla sua famiglia. Jeongjong decise quindi di nominare Yi Bang-won principe ereditario e abdicò pochi giorni dopo.
Sebbene il suo regno sia stato breve e segnato da spargimenti di sangue all'interno della famiglia reale, è ricordato come un sovrano saggio e abile che bandì ogni genere di milizia privata. Morì nel 1419 e fu sepolto vicino a Kaeseong.